# شهرستان کمپر (میسیسیپی)
شهرستان کمپر، میسیسیپی (به انگلیسی: Kemper County, Mississippi) یک سکونتگاه مسکونی در ایالات متحده آمریکا است که در ایالت میسیسیپی واقع شده‌است.